# The Diamond from the Sky
The Diamond from the Sky is een stomme filmreeks uit 1915 onder regie van Jacques Jaccard en William Desmond Taylor. De filmreeks bestaat uit 30 afleveringen die tussen 3 mei en 22 november 1915 werden uitgebracht.

## Rolverdeling
| Acteur           | Personage                         |
| ---------------- | --------------------------------- |
| Lottie Pickford  | Esther Stanley, the Gypsy Heroine |
| Irving Cummings  | Arthur Stanley II                 |
| William Russell  | Blair Stanley                     |
| Charlotte Burton | Vivian Marston                    |
| Eugenie Forde    | Hagar Harding                     |